# Monterschu
Monterschu (toponimo tedesco) è una frazione del comune svizzero di Gurmels, nel Canton Friburgo (distretto di Lac).

## Storia

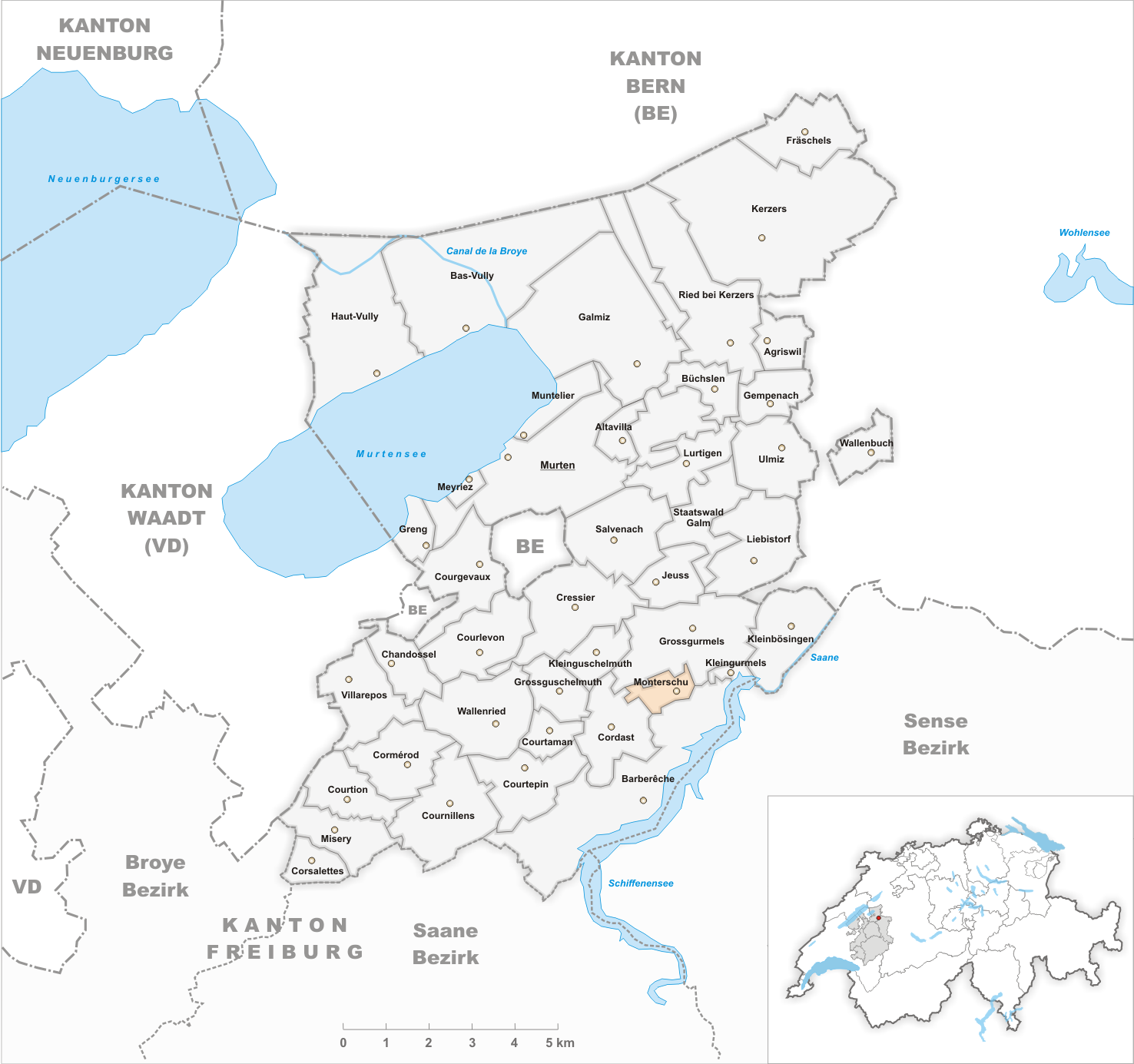
Il territorio del comune di Monterschu prima degli accorpamenti comunali del 1978

Già comune autonomo, nel 1978 è stato accorpato all'altro comune soppresso di Grossgurmels per formare il nuovo comune di Gurmels.

## Società

### Evoluzione demografica
L'evoluzione demografica è riportata nella seguente tabella:
Abitanti censiti

## Amministrazione
Ogni famiglia originaria del luogo fa parte del comune patriziale che ha la responsabilità della manutenzione di ogni bene comune.